# Escalada esportiva nos Jogos Pan-Americanos de 2023 - Boulder + dificuldade feminino
O evento de boulder + dificuldade feminino da escalada esportiva nos Jogos Pan-Americanos de 2023 foi disputado em 22 e 24 de outubro de 2023 nos Muros de Escalada Parque Cerrillos, em Cerrillos. Um total de 20 escaladores de nove Comitês Olímpicos Nacionais (CON) participaram da competição.

## Calendário
Horário local (UTC−3).
| Data          | Hora  | Fase                         |
| ------------- | ----- | ---------------------------- |
| 22 de outubro | 10:00 | Semifinal – Fase boulder     |
| 22 de outubro | 13:30 | Semifinal – Fase dificuldade |
| 24 de outubro | 18:05 | Final – Fase boulder         |
| 24 de outubro | 20:12 | Final – Fase dificuldade     |

## Medalhistas
| Ouro   | USA Natalia Grossman |
| Prata  | USA Brooke Raboutou  |
| Bronze | CAN Alannah Yip      |

## Resultados

### Semifinal
As oito competidoras com as melhores pontuações combinadas avançam para a final.
| Pos. | Escaladora              | CON                | Boulder | Boulder | Boulder | Boulder | Boulder | Dificuldade | Total | Notas |
| Pos. | Escaladora              | CON                | 1       | 2       | 3       | 4       | Total   | Dificuldade | Total | Notas |
| ---- | ----------------------- | ------------------ | ------- | ------- | ------- | ------- | ------- | ----------- | ----- | ----- |
| 1    | Brooke Raboutou         | USA Estados Unidos | 25.0    | 24.9    | 25.0    | 25.0    | 99.9    | 76.1        | 176   | Q     |
| 2    | Natalia Grossman        | USA Estados Unidos | 25.0    | 24.8    | 25.0    | 25.0    | 99.8    | 76.1        | 175.9 | Q     |
| 3    | Alannah Yip             | CAN Canadá         | 25.0    | 24.7    | 25.0    | 25.0    | 99.7    | 48.1        | 175.8 | Q     |
| 4    | Anastasia Sanders       | USA Estados Unidos | 25.0    | 25.0    | 10.0    | 25.0    | 85.0    | 30.1        | 115.1 | Q     |
| 5    | Alejandra Contreras     | CHI Chile          | 24.9    | 9.9     | 10.0    | 25.0    | 69.8    | 33.1        | 102.9 | Q     |
| 6    | Indiana Chapman         | CAN Canadá         | 24.5    | 9.8     | 5.0     | 25.0    | 64.3    | 30.1        | 94.4  | Q     |
| 7    | Valentina Aguado        | ARG Argentina      | 24.7    | 9.9     | 5.0     | 25.0    | 64.6    | 26.1        | 90.7  | Q     |
| 7    | Rebecca Frangos         | CAN Canadá         | 24.9    | 4.9     | 9.9     | 24.9    | 64.6    | 26.1        | 90.7  | Q     |
| 9    | Lianet Castillo         | VEN Venezuela      | 24.8    | 9.8     | 5.0     | 24.9    | 64.5    | 26.1        | 90.6  |       |
| 10   | Arantza Luna            | MEX México         | 24.8    | 9.6     | 9.8     | 25.0    | 69.2    | 20.1        | 89.3  |       |
| 11   | Zoe García              | ARG Argentina      | 24.8    | 4.9     | 5.0     | 24.9    | 59.6    | 22          | 81.6  |       |
| 11   | Martina Castro          | CHI Chile          | 24.8    | 4.9     | 4.9     | 24.9    | 59.5    | 22.1        | 81.6  |       |
| 13   | Ignacia Mellado         | CHI Chile          | 9.9     | 4.9     | 10.0    | 25.0    | 49.8    | 28          | 77.8  |       |
| 14   | Anja Koehler            | BRA Brasil         | 10.0    | 9.6     | 5.0     | 25.0    | 49.6    | 26.1        | 75.7  |       |
| 15   | Bianca Castro           | BRA Brasil         | 9.5     | 4.9     | 5.0     | 25.0    | 44.4    | 26.1        | 70.5  |       |
| 16   | Mariana Hanggi          | BRA Brasil         | 24.7    | 9.7     | 5.0     | 10.0    | 49.4    | 12.1        | 61.5  |       |
| 17   | Rocío Becerra           | ARG Argentina      | 0       | 4.7     | 10.0    | 9.9     | 24.6    | 26.1        | 50.7  |       |
| 18   | Elizabeth Sepúlveda     | PUR Porto Rico     | 4.5     | 5.0     | 5.0     | 10.0    | 24.5    | 26.1        | 50.6  |       |
| 19   | María Fernanda González | MEX México         | 5.0     | 9.2     | 5.0     | 10.0    | 29.2    | 14.1        | 43.3  |       |
| 20   | Sofía Herrera           | PER Peru           | 0       | 4.6     | 4.7     | 4.6     | 13.9    | 9.1         | 23.0  |       |

### Fase final
As competidoras com as melhores pontuações combinadas definiram as medalhistas.
| Pos.              | Escaladora          | CON                | Boulder | Boulder | Boulder | Boulder | Boulder | Dificuldade | Total |
| Pos.              | Escaladora          | CON                | 1       | 2       | 3       | 4       | Total   | Dificuldade | Total |
| ----------------- | ------------------- | ------------------ | ------- | ------- | ------- | ------- | ------- | ----------- | ----- |
| Medalha de ouro   | Natalia Grossman    | USA Estados Unidos | 24.9    | 25.0    | 25.0    | 9.4     | 84.3    | 88.1        | 172.4 |
| Medalha de prata  | Brooke Raboutou     | USA Estados Unidos | 9.7     | 25.0    | 25.0    | 9.7     | 69.4    | 96          | 165.4 |
| Medalha de bronze | Alannah Yip         | CAN Canadá         | 24.9    | 24.9    | 5.0     | 9.9     | 64.7    | 64          | 128.7 |
| 4                 | Anastasia Sanders   | USA Estados Unidos | 9.5     | 24.8    | 4.7     | 0       | 39.0    | 76.1        | 115.1 |
| 5                 | Alejandra Contreras | CHI Chile          | 9.6     | 24.9    | 0       | 0       | 34.5    | 57          | 91.5  |
| 6                 | Valentina Aguado    | ARG Argentina      | 4.9     | 25.0    | 4.9     | 0       | 34.8    | 54          | 88.8  |
| 7                 | Rebecca Frangos     | CAN Canadá         | 4.5     | 24.8    | 0       | 0       | 29.3    | 57.1        | 86.4  |
| 8                 | Indiana Chapman     | CAN Canadá         | 5.0     | 24.8    | 4.9     | 0       | 34.7    | 51.1        | 85.8  |